# Communication endpoint
Un communication endpoint (o endpoint di comunicazione) è un tipo di nodo per la comunicazione in rete. È un'interfaccia esposta tramite una parte comunicativa o tramite un canale di comunicazione. Un esempio dell'ultimo tipo di una comunicazione endpoint è un argomento Publish/Subscribe o un gruppo di sistemi di comunicazione di gruppo.
Una comunicazione endpoint è un nodo di comunicazione rilevabile la cui portata può essere variata per restringere o ampliare la zona di ricerca. Gli endpoint favoriscono uno strato di astrazione programmabile per cui sistemi software e/o sottosistemi possono comunicare tra di loro, inoltre i mezzi di comunicazione sono disaccoppiati dai sottosistemi di comunicazione.